# Рибники (Підляське воєводство)
Рибники (пол. Rybniki) — село в Польщі, у гміні Васильків Білостоцького повіту Підляського воєводства.
Населення — 272 особи (2011).
У 1975-1998 роках село належало до Білостоцького воєводства.

## Демографія
Демографічна структура станом на 31 березня 2011 року:
|          | Загалом | Допрацездатний вік | Працездатний вік | Постпрацездатний вік |
| -------- | ------- | ------------------ | ---------------- | -------------------- |
| Чоловіки | 138     | 26                 | 102              | 10                   |
| Жінки    | 134     | 25                 | 88               | 21                   |
| Разом    | 272     | 51                 | 190              | 31                   |